# Славский, Александр Петрович
Алекса́ндр Петро́вич Сла́вский (род. 1 ноября 1955, Артём, Приморский край)— артист Приморского краевого академического драматического театра имени Максима Горького. Театральный педагог, общественный деятель. Народный артист России (2007).

## Биография
Родился 1 ноября 1955 года в городе Артём Приморского края. В 1977 г. окончил театральный факультет Дальневосточного педагогического института искусств по специальности «Актёр драматического театра и кино» (мастерская С. З. Гришко). В 1977—1978 гг. — Приморского краевого драматического театра. В 1979—1985 гг. — артист драматического театра г. Комсомольска-на-Амуре. С 1985 г. и по настоящее время — вновь артист Приморского краевого драматического театра. В 1994 г. — присвоено почётное звание «Заслуженный артист России». В 2007 г. — присвоено почётное звание «Народный артист России».
С конца 1980-х годов Славский — ведущий романтический и драматический артист Приморского театра им. Горького, неизменно исполняет главные роли практически во всех спектаклях театра. Талант Славского многогранен и ярок, артист обладает большим драматическим темпераментом, музыкально одарён, практически профессиональной балетной пластикой. Славский создал сложнейшие психологические образы Раскольникова, Бориса Годунова, Понтия Пилата, приват-доцента Голубкова. Игру артиста отличает высокое нервное напряжение, эмоциональность, захватывающая зрительный зал. Обладая развитым певческим голосом и тонким музыкальным слухом, Славский одним из первых в СССР создал образ Бени Крика — персонажа «Одесских рассказов» Бабеля (тут следует говорить о чрезвычайно выигрышном сценическом партнёрстве с нар. арт. РФ. А. А. Пономаренко в образе Менделя Крика), также большой успех имел в классических бродвейских мюзиклах «Оливер Твист», «Моя прекрасная леди», в оперетте «Летучая мышь». Стоит отметить и роль Менахема-Мендла в спектакле «Поминальная Молитва», которая раскрывает Славского как отличного юмористического актера. Свой обширный сценический опыт Славский передаёт студентам Дальневосточного института искусств.

### Общественная деятельность и преподавание
Александр Петрович Славский — профессор, заведующий кафедрой актёрского мастерства Дальневосточной государственной академии искусств (Владивосток), выпустивший актёров театра и кино, которые служат театру в разных городах страны. Председатель Приморского регионального отделения Союза театральных деятелей РФ, секретарь Союза театральных деятелей РФ по Дальневосточному Федеральному федеральному округу.

## Сыгранные роли
- Раскольников — «Преступление и наказание» (Ф. Достоевский);
- Граф — «Шарлатан» (Р. Ламуре);
- Жак — «Кот в сапогах» (Г. Сапгир, С. Прокофьева);
- Риккардо — «Филумена Мартурано» (Э. Де Филиппо);
- Чтец — «Синие кони на красной траве» (М. Шатров);
- Креонт — «Диоген» (В. Константинов, Б. Рацер);
- Голубков — «Бег» (М. Булгаков);
- Далечко — «Человек с другой стороны» (В. Шульжик, К. Горак);
- Урфин — «Урфин Джюс и его деревянные солдаты» (А. Волков);
- Пьяный пассажир — «Дети» (М. Горький);
- Беня Крик — «Биндюжник и король» (И. Бабель);
- Одоакр — «Ромул Великий» (Ф. Дюрренматт);
- Билл Сайкс — «Гуд бай и Аминь» (Чарлз Диккенс);
- Граф, Бернабо, Стеки, Федеричо — «Декамерон» (Джованни Боккаччо);
- Клавдий — «Гамлет» (У. Шекспир);
- Питер Крус — «Там, в замке, за маленькой рощицей» (Жан-Мишель Риб);
- Понтий Пилат — «Мастер и Маргарита» (М. Булгаков);
- Георгий Стибелев — «Екатерина Ивановна» (Л. Андреев);
- Джо — «В джазе только девушки» (Дж. Стайн и П. Стоун);
- Реймон Жиру — «Школа неплательщиков» (Луи Вернейль[фр.] и Ж. Барр);
- Генри Хиггинс — «Моя прекрасная леди» (Ф. Лоу);
- Генрих Айзенштейн — «Летучая мышь» (И. Штраус);
- Маркус Ренфилд — «Дракула» (Г. Райт, Б. Стокер);
- Кассий — «Юлий Цезарь» (В. Шекспир);
- Дугин — «Рядовые» (А. Дударев);
- Царь, английская королева — «Левша» (В. Дмитриев, Б. Рацер, В. Константинов);
- Шпигельский — «Месяц в деревне» (И. Тургенев);
- Антонио Булгарелли — «Мафиози» (М. Новак, В. Станилов, Ю. Юрченко);
- Адамов — «Мужчины по выходным» (В. Мережко);
- Царь — «Как Иван за море ходил» (по мотивам сказа Н. Лескова «Левша»).

## Роли текущего репертуара
- Урка — «А по утру они проснулись…»
- Иванов — «Иванов»
- Борис Годунов — «Борис Годунов»
- Менахем-Мендл — «Поминальная молитва»
- Герострат — «Забыть Герострата»
- Меншиков — «Шут Балакирев»
- Кристофер Слай и Петруччо — «Укрощение строптивой»
- Ричард Уилли — «№ 13 или безумная ночь»
- Джон Смит — «Слишком женатый таксист»
- Вершинин — «Три сестры»
- Стэнли Ковальский — "Трамвай «Желание»
- Миронов — «С любимыми не расставайтесь»
- Мендель Крик — «Биндюжник и Король»
- Мокий Парменыч Кнуров — «Сумасшедшая любовь»
- Иван Александрович Хлестаков — «Инкогнито из Петербурга»
- Комиссар Городченко — «TOVARICH»

## Режиссёрские работы
- А. Толстой «Золотой ключик»;
- Ш. Перро «Золушка»;
- И. Карнаухова и Л.Браусевич «Аленький цветочек»;
- Е. Шварц «Снежная королева»;
- Н. Птушкина «Браво, Лауренсия!»;
- И. Ольшанский «Спящая красавица»